# Friedrich Wilhelm von Funck
Friedrich Wilhelm von Funck (* 13. Februar 1774 in Kaiwen bei Tuckum; † 7. Mai 1830 in Kolberg) war ein preußischer Generalmajor und Kommandant der Festung Kolberg.

## Leben

### Familie
Friedrich Wilhelm entstammte dem alten kurländischen Adelsgeschlecht von Funck. Die Familie erscheint bereits Ende des 14. Jahrhunderts erstmals urkundlich in Kurland und ist bis heute Mitglied in der Kurländischen Ritterschaft. Sein Vater Wilhelm Ernst von Funck (1739–1794) war Majoratsherr der Familiengüter zu Kaiwen und Kahren. Er heiratete 1766 Anna Maria Wilhelmine von Funck (1752–1813) aus dem Haus Allmahlen. Friedrich Wilhelm war eines von zwölf Kindern des Paares.

### Militärkarriere
Funck verließ im Jahre 1792 sein Jurastudium an der Königsberger Universität und trat im gleichen Jahr in das Garderegiment der Preußischen Armee ein. 1793/95 nahm er während des Ersten Koalitionskrieges an der Belagerung von Mainz (14. April bis 23. Juli 1793), der Schlacht bei Pirmasens (14. September 1793), der Schlacht bei Kaiserslautern (28. bis 30. November 1793) sowie den Gefechten bei Kettrichhof und Trippstadt teil. Im November 1805 wurde Funck Adjutant von Generalleutnant Julius von Grawert. In der Schlacht bei Jena (14. Oktober 1806), während des Vierten Koalitionskrieges, wurde er verwundet, ein Jahr später, im Juli 1807, erfolgte seine Beförderung zum Major. Im Russlandfeldzug 1812 nahm Funck an den Gefechten bei Eckau, Garossenkrug, Dahlenkirchen, Neumühle und Tomasna teil. Für seine Verdienste während der Kämpfe vom 26. September bis zum 1. Oktober 1812 und früher erhielt er am 18. Oktober 1812 den Orden Pour le Mérite, die höchste preußische Tapferkeitsauszeichnung.
Mit Ausbruch der Befreiungskriege im März 1813 wurde Funck Adjutant bei General Friedrich Wilhelm von Götzen und später zum 2. ostpreußischen Infanterie-Regiment versetzt. Er kämpfte unter anderem bei der Belagerung von Wittenberg, im Gefecht von Halle (2. Mai 1813) und in der Schlacht bei Bautzen (20. und 21. Mai 1813). Nach der Belagerung von Wittenberg wurde er mit dem Eisernen Kreuz II. Klasse und nach dem Gefecht von Halle mit dem Kreuz I. Klasse ausgezeichnet sowie zum Kommandeur des 2. schlesischen Infanterie-Regiments ernannt. Im Herbstfeldzug 1813 kämpfte er in den Schlachten bei Dresden (26. und 27. August 1813), Kulm (29. und 30. August 1813) und in der Völkerschlacht bei Leipzig (16. bis 19. Oktober 1813). Für letztere erhielt er den Russischen Orden des Heiligen Georgen IV. Klasse.
Im Januar 1814 wurde Funck zum Oberst befördert. Während des Feldzuges gegen Frankreich 1814 nahm er mit seiner Verband an den Schlachten von Laon (9. und 10. März 1814) und Paris (30. März 1814) teil, wofür er den russischen Orden des Heiligen Wladimir III. Klasse erhielt. 1815 wurde Funck das Kommando über die 14. Infanterie-Brigade des IV. Armee-Korps übertragen. Mit diesem Großverband kämpfte er in der Schlacht bei Waterloo (18. Juni 1815). Sein Kommandierender General Friedrich Wilhelm Bülow von Dennewitz schlug Oberst Funck zur Auszeichnung mit dem Eichenlaub zum Pour le Mérite vor:

„Versailles, 13. Juli.: Führte mit der ihm eigenthümlichen Entschlossenheit die Infanterie der XIV. Brigade und brachte, nachdem der erste Angriff auf Planchenoit mißlungen war, die Truppen bald wieder in Ordnung, die er von Neuem mit Vortheil gegen das Dorf führte und dessen Wegnahme beförderte.“

König Friedrich Wilhelm III. von Preußen schrieb eine Allerhöchste Kabinettsorder an den Generalfeldmarschall Gebhard Leberecht von Blücher, worin er der Auszeichnung zustimmte.

„Berlin, 3. November.: Ich habe dem Oberst von F[…] als Anerkenntniß seiner ausgezeichneten Dienste in dem beendigten Feldzuge den V.O. mit Eichenlaub verliehen und der General-Ordens-Kommission aufgetragen, ihm einen solchen zugehen zu lassen, womit Sie ihn bekannt machen mögen.“

1817 wurde Funck zum Generalmajor befördert und 1821 zum Kommandanten der Festung Kolberg ernannt. Im August 1825 erhielt er noch das Dienstkreuz. Friedrich Wilhelm von Funck starb am 7. Mai 1830, im Alter von 56 Jahren, in Kolberg.

### Ehe und Nachkommen
Friedrich Wilhelm von Funck heiratete im Mai 1806 Josepha von Dresky (1779–1845), die Tochter eines preußischen Rittmeisters. Das Paar hatte zwei Söhne und zwei Töchter. Der älteste Sohn Friedrich Wilhelm Rudolph von Funck (1807–1866) wurde preußischer Leutnant und kaiserlich russischer Stabskapitän sowie Kronsoberförster. Dieser heiratete die Baroness Loide von Funck, die Äbtissin des St. Katharinenstifts. Sie hatten elf Kinder, zehn Söhne und eine Tochter. Sein jüngerer Bruder August Gustav Wilhelm von Funck starb als preußischer Major außer Dienst. Ihre beiden Schwestern Emilie Wilhelmine Charlotte und Wilhelmine Johanna von Funck wurden Stiftsdamen in Westpreußen.